# 元島名将軍塚古墳
元島名将軍塚古墳（もとしまなしょうぐんづかこふん）は、群馬県高崎市元島名町にある古墳。形状は前方後方墳。高崎市指定史跡に指定されている（指定名称は「将軍塚古墳」）。

## 概要
- 墳丘全長91-96メートル
- 後方部幅45メートル、高さ8.5メートル
- 前方部幅32メートル、高さ5メートル

井野川東岸の段丘縁に立地し、前方部を東南東に向ける。墳丘に沿った形で周堀があり、河原石による葺石が施されている。
明治年間に粘土槨が掘り出され、仿製四獣文鏡・石釧・鉄刀・刀子・人骨などが出土したと伝えられている。
古墳は1973年（昭和48年）に高崎市指定史跡に指定された。また、1981年（昭和56年）に周堀の確認調査が行われ、出土した土師器は附指定された。

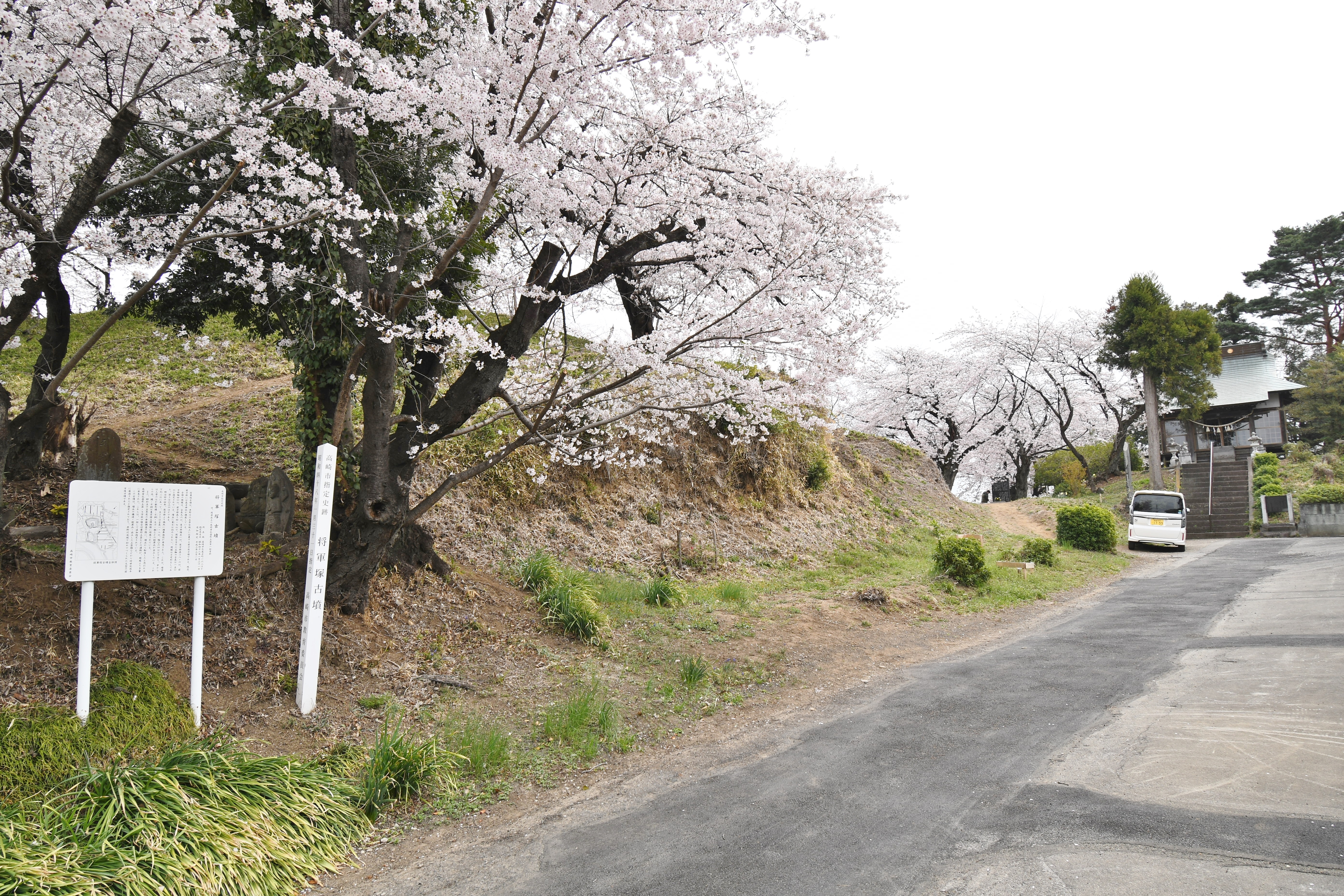
墳丘 左に後方部、右奥に前方部（島名神社）。
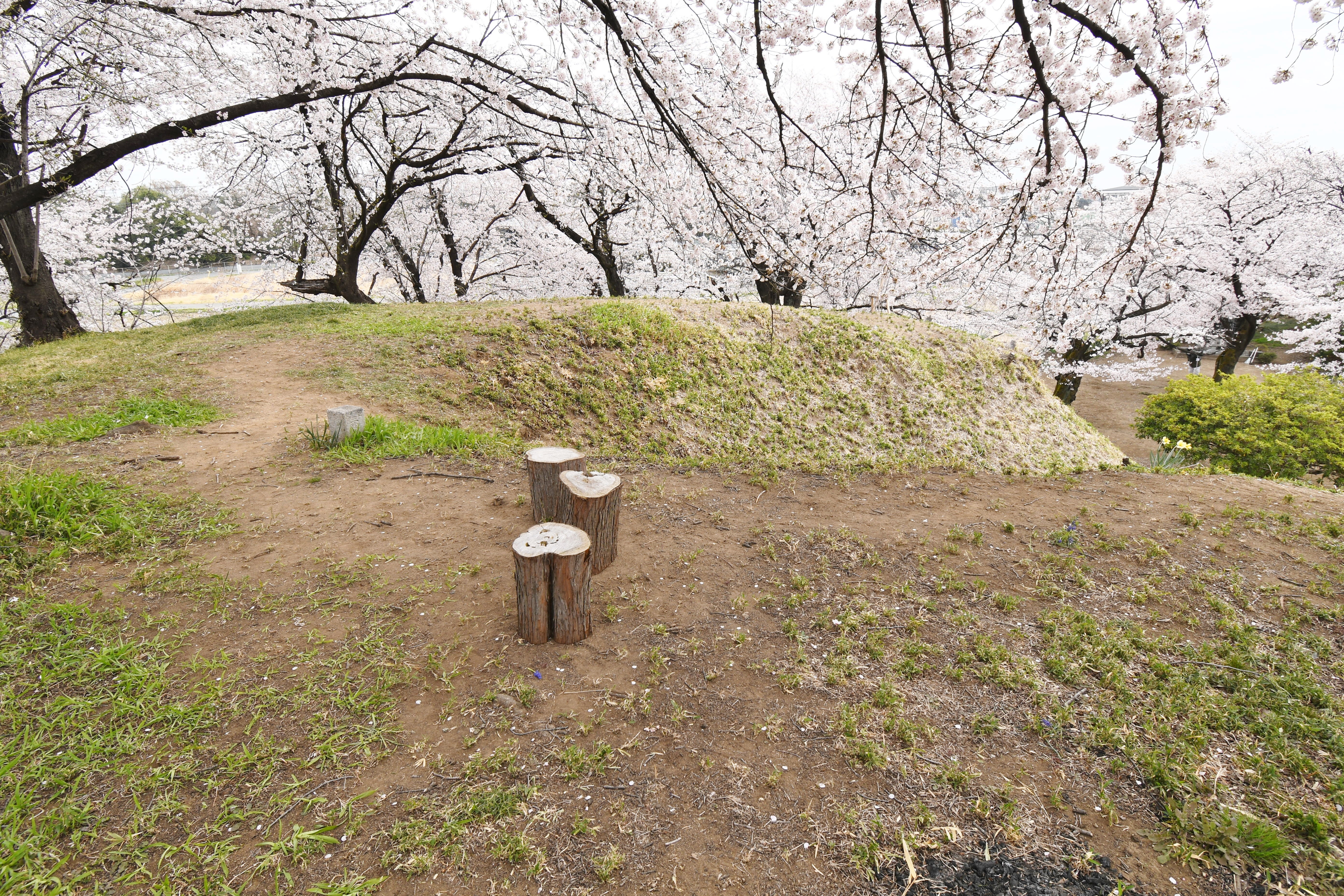
後方部墳頂
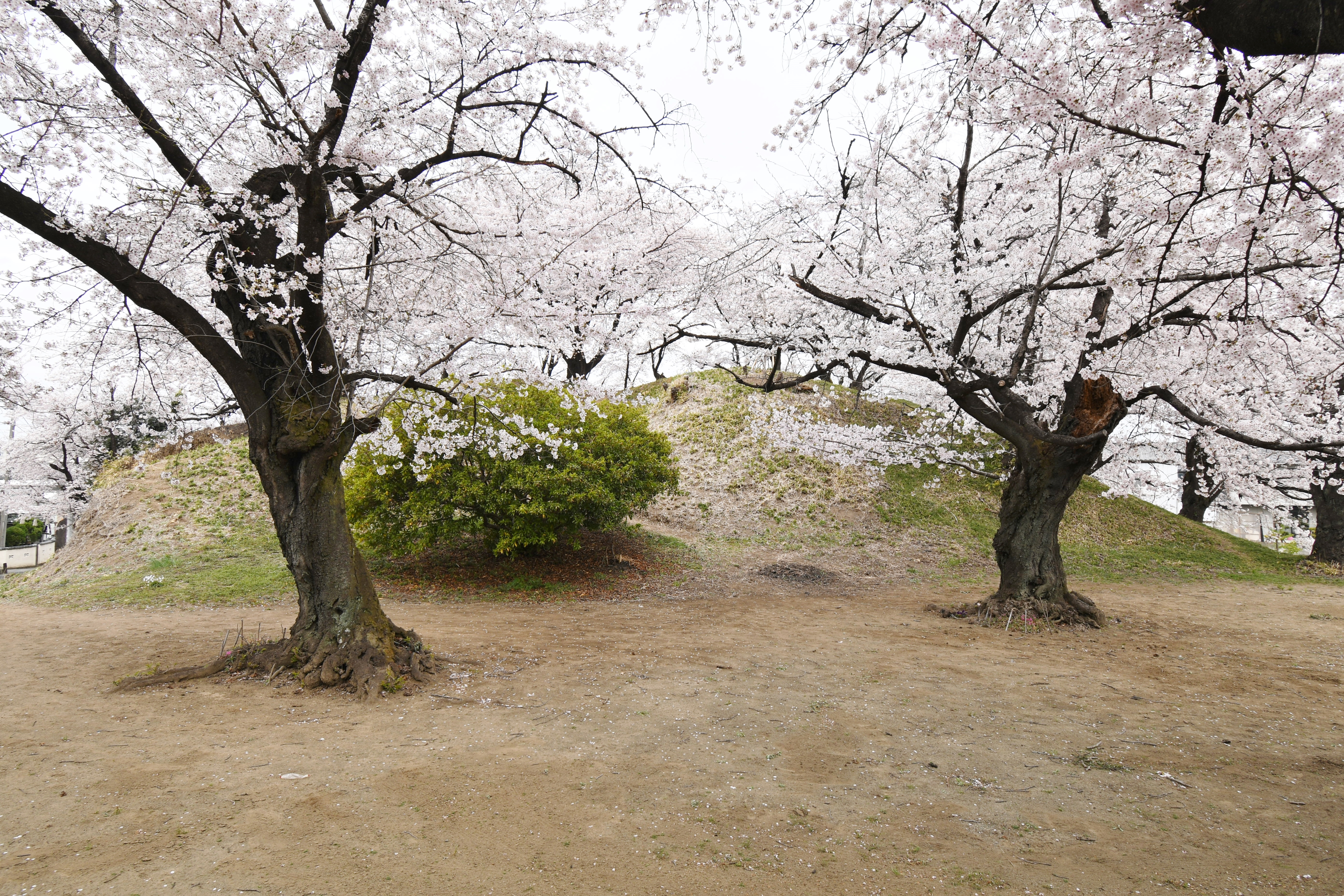
前方部から後方部を望む
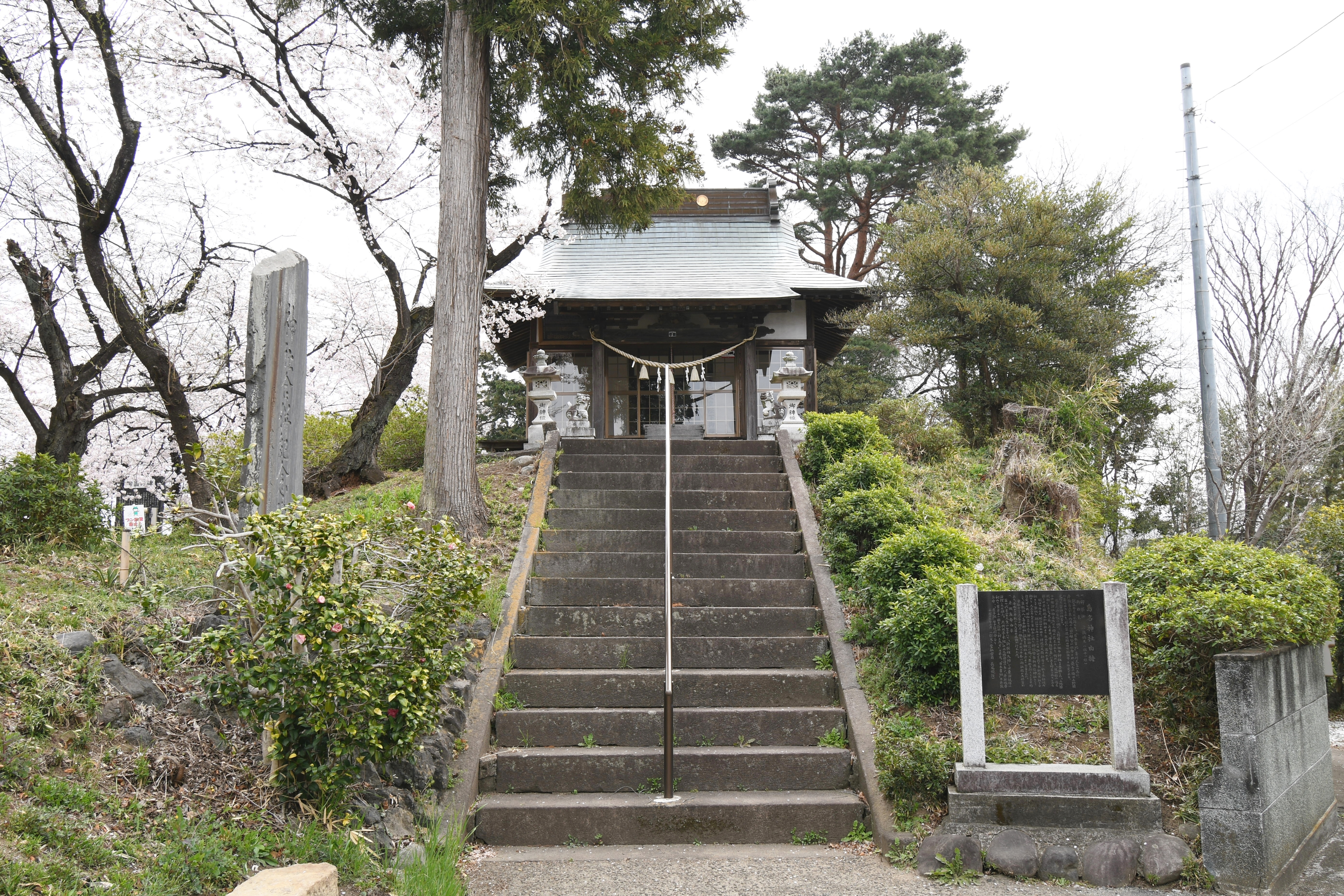
前方部の島名神社

## 文化財

### 高崎市指定文化財
- 史跡
  - 将軍塚古墳 附 周濠出土の底部穿孔壺型土器等一括資料 - 1973年（昭和48年）1月31日指定、1991年（平成3年）3月1日に土器等一括資料を追加附指定。

## 関連文献
（記事執筆に使用していない関連文献）
- 『八幡観音塚古墳 平塚古墳 八幡二子塚遺跡2 元島名将軍塚古墳2 -公共下水整備事業に伴う埋蔵文化財発掘調査-（高崎市文化財調査報告書 第487集）』高崎市教育委員会、2023年。 - リンクは奈良文化財研究所「全国遺跡報告総覧」。